# NGC 4543
NGC 4543 is een elliptisch sterrenstelsel in het sterrenbeeld Maagd. Het hemelobject werd op 27 december 1827 ontdekt door de Britse astronoom John Herschel.

## Synoniemen
- NGC 4543
- MCG 1-32-109
- ZWG 42.167
- VCC 1608
- NPM1G 06.0349
- PGC 41923